# Pleocnemia submembranacea
Pleocnemia submembranacea là một loài thực vật có mạch trong họ Dryopteridaceae. Loài này được (Hayata) Tagawa & K. Iwats. miêu tả khoa học đầu tiên năm 1974.